# Santuario de Santa María Magdalena (Novelda)
El santuario de Santa María Magdalena es un edificio religioso situado en Novelda (Alicante), Comunidad Valenciana, España.
Fue construido a partir de un proyecto diseñado por el ingeniero noveldense José Sala Sala, con cierta inspiración en el estilo modernista de Antonio Gaudí. Posteriormente la construcción fue ejecutada por los maestros de obras noveldenses Ceferí Escolano y Antoni Amorós. Es una obra muy singular y destacada dentro del modernismo valenciano.
La edificación guarda una lejana semejanza con la Sagrada Familia de Barcelona de Antonio Gaudí. Tiene forma de jarro, simbolizando el jarro que la Santa llevó de bálsamo a Jesús. Esta forma original es también única en el mundo. 
Su construcción, comenzada en 1918, necesitó de tres fases (una de ellas de paralización), para dar por terminada la obra en 1946. Para la financiación de las obras se emplearon diferentes recursos, como las galas líricas de zarzuela en donde intervinieron el director orquestal Asterio Mira, el barítono noveldense Eduardo Mateo-Quirant y su mujer, la tiple Josefina Landete (padres ambos de Paloma Mairant), entre otros.
En la fachada principal destacan dos torres laterales de 25 m de altura culminadas por una cruz pétrea, que también se halla en la cúpula y sobre los arcos superiores de la fachada. Los motivos decorativos tienen antecedentes en los estilos medievales, barrocos y en la propia naturaleza. Estas influencias llevaron al autor a combinar guijarros del río Vinalopó, azulejos policromados, ladrillos rojizos, mampostería, etc., que se reflejan por todo el exterior del edificio.
El interior del santuario está compuesto por una nave central rectangular con dos espacios laterales adosados; al fondo, en el ábside, se encuentra el camarín de Santa María Magdalena, patrona de Novelda, y detrás del altar se puede admirar un hermoso cuadro atribuido a Gastón Castelló. Desde finales del siglo XX se planifica y se va procediendo lentamente a la incorporación de un órgano construido enteramente en mármol, obra del innovador organero y artista Iván Larrea, que se convertirá en el único en el mundo de estas características.
El Santuario de Santa María Magdalena de Novelda es el lugar que muchas parejas eligen para casarse y bautizar a sus hijos. Es lugar con mucha historia para los noveldenses ya que aquí también se celebra la elección de uvas que acompañarán a Santa María Magdalena en la procesión del 22 de julio, día de la patrona. También es un dato de interés resaltar que, durante varios años, residieron en un edificio situado junto al Santuario, las religiosas Dominicas. Hace tres años marcharon a otra región de España. En el lugar donde vivieron se está habilitando un albergue y un centro temático.